# Лельовиці
Лельовиці (пол. Lelowice) — село в Польщі, у гміні Радземиці Прошовицького повіту Малопольського воєводства.
Населення — 85 осіб (2011).
У 1975-1998 роках село належало до Краківського воєводства.

## Демографія
Демографічна структура станом на 31 березня 2011 року:
|          | Загалом | Допрацездатний вік | Працездатний вік | Постпрацездатний вік |
| -------- | ------- | ------------------ | ---------------- | -------------------- |
| Чоловіки | 44      | 5                  | 30               | 9                    |
| Жінки    | 41      | 9                  | 19               | 13                   |
| Разом    | 85      | 14                 | 49               | 22                   |